# Doodstraf in Frankrijk

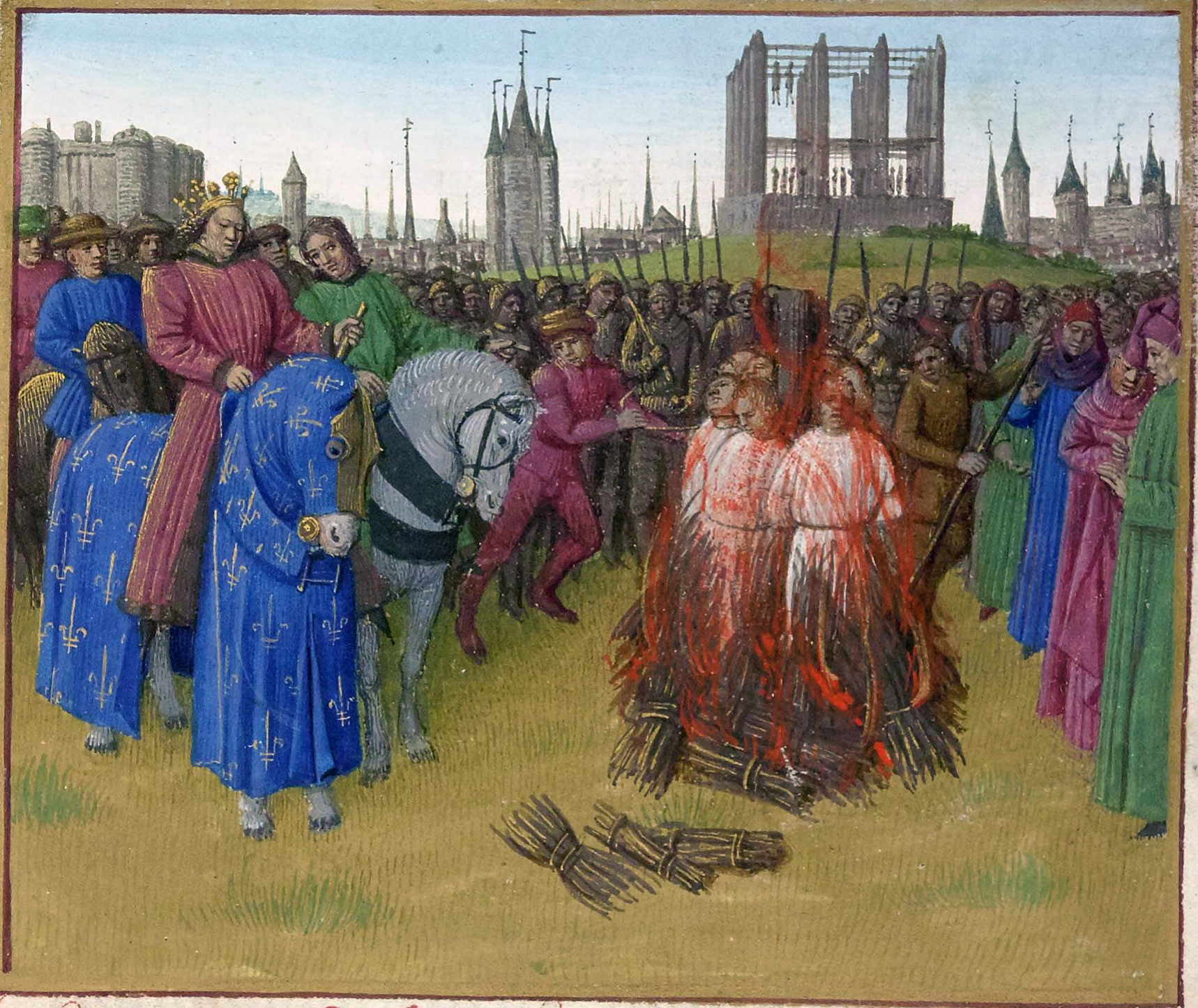
Mensen op de brandstapel, op de achtergrond is een galgenberg te zien, afbeelding uit 1455-1460, Bibliothèque nationale de France, Parijs

Tijdens het presidentschap van Valéry Giscard d'Estaing werden de laatste drie ter dood veroordeelden terechtgesteld met de bijna twee eeuwen oude guillotine. Op 10 september 1977 vond de laatste executie plaats in Frankrijk, die van Hamida Djandoubi. Dit was tevens de laatste executie in West-Europa.
In 1981, tijdens het presidentschap van François Mitterrand, werd de doodstraf wettelijk afgeschaft. Af en toe gaan er stemmen op voor herinvoering van de doodstraf, vooral bij het Front National.